# Лонгин Коряжемский
Лонгин (Логгин) Коряжемский — преподобный Русской православной церкви; основатель Коряжемского Николаевского монастыря.

## Биография
В первой половине ХVІ века подвизался в Павло-Обнорском монастыре, куда прибыл в молодых годах, и пользовался особенным уважением братии, как старец опытный в иноческой жизни. Избегая славы людской и тяготясь многолюдством монастырского общежития, он вместе со своим другом, иноком Корнилиева монастыря Симоном Сойгинским, уединился на берегу реки Коряжемки в глухом лесу, примерно в пятнадцати километрах от Сольвычегодска; здесь, вырубив часть леса и расчистив место, они построили небольшую келью и часовню и предались иноческим подвигам, питаясь трудами рук своих.
Но блаженный Симон вскоре покинул своего друга и удалился на речку Сойгу, за 60 вёрст от Коряжемы. Скоро весть о Логгине разошлась по окрестностям, и к нему стала мало-помалу собираться братия, желавшая разделить с ним труды отшельнической жизни, и таким образом возникла Коряжемская обитель, и первым игуменом её стал сам Лонгин. Он построил храм во имя святителя Николая Чудотворца, трапезную и другие необходимые помещения.
Преподобный Логгин недолго пожил в новоустроенной обители: он скончался в преклонных летах 10 февраля 1540 года при архиепископе Ростовском Досифее и был погребён, согласно завещанию, «у лестницы папертные».
В 1557 году по настоянию устюжского воеводы князя Владимира гроб преподобного Логгина, который исцелил воеводу от тяжёлой болезни, был перенесён в новую могилу близ северной стены храма. 9 мая 1665 года вместо деревянной Никольской церкви, построенной преподобным Логгином, по приказанию и на средства епископа Вятского и Великопермского Александра, заложена была каменная Благовещенская церковь с приделом во имя святителя Николая и освящена тем же преосвященным в 1671 года.
Место погребения преподобного Логгина пришлось теперь внутри церкви, при северной стене, и над ним была устроена гробница, которую указом Вологодской духовной консистории от 25 февраля 1821 года разрешено было украсить золочёною резьбой, а в приличных местах образами и увенчать балдахином. Епископ Вологодский и Устюжский Онисифор (Боровик) дозволил вместо панихид отправлять преподобному молебен.
18 марта 1872 года после демонтажа ветхой Благовещенской церкви рака преподобного Логгина была перенесена в тёплую Спасскую церковь и поставлена близ северной стены её за левым клиросом. Служба преподобному Логгину составлена епископом Вятским и Великопермским Александром. В 1863 году Коряжемский монастырь был приписан к Сольвычегодскому Введенскому монастырю, но в 1896 году получил самостоятельность в управлении с введением устава Свято-Успенской Саровской пустыни.
В 2018 году Лонгин Коряжемский был внесён в Собор Архангельских святых.